# Лазіння на швидкість
Лазіння на швидкість — вид скелелазіння — індивідуальне лазіння або парна гонка на час.
Мета — піднятися до кінця траси за мінімальний час. Використовується  верхня страховка.

## Історія
Лазіння на швидкість зародилося в  Радянському Союзі у 1947 році як лазіння на час («хто швидше») з  верхньою страховкою і спочатку було допоміжним видом альпінізму . Згодом цей вид скелелазіння доповнився лазінням по більш складних рельєфах. Лазіння на швидкість отримало особливу популярність у країнах  Східної Європи, а сьогодні -  і в азійських країнах. Якщо дорослі спортсмени зарубіжних країн неохоче виступають у цьому виді скелелазіння, то юні спортсмени всього світу із задоволенням беруть участь у змаганнях на час, доводячи, що цей вид доповнює скелелазіння і має повне право на існування та розвиток. Траси міжнародних змагань прокладаються на висоту від 10 до 27 метрів.
Лазіння на швидкість визначено як вид  скелелазіння в 1987 році Комісією зі скелелазіння при UIAA.
У 2005 році для прискорення включення  скелелазіння в програму  Літніх Олімпійських ігор була створена еталонна траса і більшість міжнародних змагань стали проходити саме на ній.
14 етап Кубку світу 2012 року увійшов в історію за кількістю світових рекордів, які спортсмени встановлювали в ході турніру. Нагадаємо, що перед початком змагань в Синині найкращий час у чоловіків належав китайському спортсмену Qixin Zhong і становив 6,26 секунди. За підсумками кваліфікації світовий рекорд перейшов до Євгена Вайцеховського — 6,07 секунди. В 1/4 фіналу вихованець Любові Олександрівни Степанової ще раз обновив світовий рекорд — показав час 5,94.  На цьому досягнення Вайцеховського не закінчилися — в півфіналі видав 5,88 секунди. 12 вересня 2014 року у фіналі чемпіонату світу українець Данило Болдирєв встановив новий рекорд - 5,60 секунди!Цей рекорд  побив іранський спортсмен Реза Аліпуршеназандіфар і становив 5.48 секунди.

## Ресурси Інтернету
- Міжнародна федерація скелелазіння: правила змагань [Архівовано 29 жовтня 2018 у Wayback Machine.] (англ.)
- Міжнародна федерація скелелазіння: правила змагань в лазінні на швидкість (короткий варіант) (англ.)